# Кипчаки в Грузії
Кумани — кипчаки в Грузії належать до давнього кочового тюркського народу, який населяв значні території від Середньої Азії до Східної Європи. Вони (кумано-кипчацька конфедерація) відіграли важливу роль в історії багатьох народів регіону, в тому числі й Грузії. У період розквіту цієї кавказької могутності з XII по XIII століття грузинські монархи залучили тисячі кипчакських/куманських найманців і успішно використовували їхню службу проти сусідніх мусульманських держав.

## Історія

### Ранній період

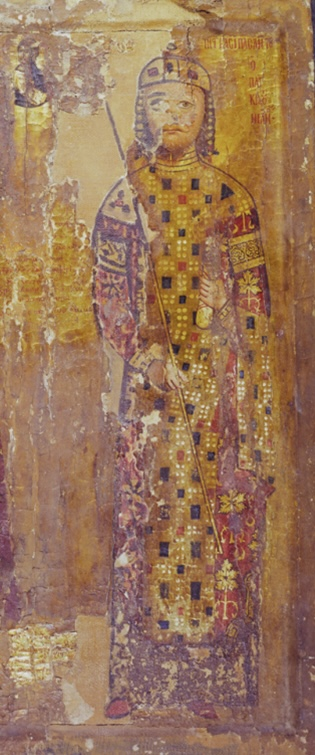
Давид IV, фрагмент ікони в монастирі святої Катерини, XII ст.

Перші контакти між грузинами і половцями-кипчаками належать до XI століття, коли половці і кипчаки заснували в причорноморських степах кочовий союз. Їхні відносини з Грузією, здається, загалом були мирними. Крім того, тогочасні грузинські політики бачили в кумано-кипчаках потенційних союзників проти сельджуцьких завоювань. За грузинськими літописами, грузини знали про половців-кипчаків, їх хороші бойові навички, хоробрість і величезні людські ресурси, якими вони володіли.
Архітектором грузино-кумансько-кипчацького союзу був грузинський цар Давид IV «Будівельник» (правління 1089 — 1125), який найняв десятки (або навіть сотні) тисяч кумансько-кипчацьких воїнів і 1118 року поселив їх у своєму царстві. Цьому заходу, одній з центральних частин військових реформ Давида під час його воєн проти сельджуків-загарбників, передував візит високопоставленої грузинської делегації, включаючи самого царя та його головного радника та вихователя Георгія Чкондідського, до Кумано-кипчацького табору. Щоб забезпечити союз з цими кочівниками, Давид одружився з кумано-кипчацькою царівною Гурандухт, дочкою хана Отрока (з грузинських літописів Атрака, сина Шарагана), і запросив своїх нових сватів оселитися в Грузії. Давид виступив посередником у укладенні миру між половцями-кипчаками та аланами і, ймовірно, щоб забезпечити вільний прохід для полово-кипчацьких племен до Грузії мав деякі консультації з Великим князем Київської Русі Володимиром Мономахом, який 1109 року переміг Отрока.
В результаті цієї дипломатії 15 000 воїнів з кумансько-кипчацькими родинами під командуванням Отрака переселилися до Грузії. За з угодою, кожна кумано-кипчацька родина мала дати до грузинської армії по одному воїну у повному озброєнні. Вони отримали землю, переозброїлися і стали регулярною силою під прямим контролем царя. Їх відправляли в основному в прикордонні регіони, які протистояли туркам-сельджукам. Вони вели напівкочовий спосіб життя, зимуючи в Картлійській низовині в центральній Грузії, а влітку виконуючи свої обов'язки в передгір'ях Кавказу.
Середньовічний збірник слов'янських літописів, відомий як Іпатівський літопис, розповідає, що після смерті Володимира Мономаха 1125 року хан донських кипчаків Сирчан, брат Отрока, послав до нього співця і просив його повернутися додому. Легенда розповідає, що коли Отрок почув його голос і запахло степовою травою, він засумував за степовим життям і остаточно покинув Грузію. Проте частина кипчацьких найманців назавжди оселилася в Грузії, прийняла православне християнство та інтегрувалася з місцевим населенням.

### Пізніший період
Вирішальну роль у придушенні тогочасних шляхетських повстань відіграла християнізована (і вже грузинізована) кипчацька старшина, відома грузинам як naqivchaqari (тобто «декипчаків»). Завдяки своїй відданій службі грузинській короні вони зросли в впливі та престижі, і з'явилися під час правління Георгія III (1156—1184) як нова військова аристократія, що різко контрастувала зі старими, часто корисливими, грузинськими феодалами. Це викликало велике невдоволення аристократичної опозиції, яка змусила наступницю Георгія королеву Тамару (1184—1213) відставити практично всіх високопоставлених асимільованих половців-кипчаків.
Тамара та її наступник Георгій IV Лаша (1213—1223) продовжували використовувати кумансько-кипчацьких найманців, можливо, десятками тисяч. Їх іменували грузини qivchaqni akhalni, тобто «нові кипчаки». Деяким із них, однак, було відмовлено в зарахуванні до королівської армії, і вони переїхали до Гянджи, Арран, на території сучасного Азербайджану. Згодом грузини розгромили ці грабіжницькі загони й розсіяли їх. Незважаючи на те, що половці-кипчаки продовжували служити в грузинських лавах, ряд полово-кипчацьких загонів приєдналися до хорезмійського князя Джалал ад-Діна Мінбурну в його поході проти Грузії в 1225 році, тим самим забезпечивши йому перемогу. Кумани-кипчаки залишалися по обидва боки війни під час монгольських походів на Грузію наприкінці 1230-х років, але більшість згодом інтегрувалася з монгольськими ордами.

## Спадщина
На думку сучасних турецьких вчених, сліди кумано-кипчацької присутності в Грузії можна знайти на турецько-грузинському кордоні, зокрема в провінції Різе. Вони пов'язують деякі з існуючих місцевих прізвищ з племенами кипчаків, які колись служили в Грузії. Прикладом є Кумбасари, передбачувані нащадки вищезгаданого короля Кубасарів. Турки-месхетинці, велика мусульманська спільнота, депортована з Грузії за часів радянського диктатора Йосипа Сталіна в 1944 році, також іноді стверджують, що середньовічні половці-кипчаки Грузії могли бути одними їх можливими предками.